# Zinaida L'vovna Volkova
Zinaida L'vovna Volkova, nata Bronštejn, in russo Зинаи́да Льво́вна Во́лкова (Siberia, 27 marzo 1901 – Berlino, 5 gennaio 1933), è stata una rivoluzionaria sovietica.
Era la figlia maggiore di Lev Trockij e della sua prima moglie Aleksandra L'vovna Sokolovskaja, una politica e rivoluzionaria di Mykolaïv (Ucraina). Venne cresciuta da sua zia Elizaveta, sorella di Trockij, dopo il divorzio dei suoi genitori. Sua sorella minore, Nina, rimase con la madre.
Si sposò due volte, ebbe una figlia dal suo primo marito ed un figlio dal secondo. Entrambi gli sposi morirono durante le grandi purghe staliniane. Nel gennaio 1931, a Volkova fu permesso di lasciare la Russia per far visita a suo padre in esilio in Turchia, portandò con sè solo il figlio più piccolo. Affidò invece la figlia alle cure del padre, suo primo marito. Affetta da tubercolosi e depressione, le venne impedito di rientrare in Unione Sovietica; Volkova si suicidò a Berlino nel gennaio 1933.

## Biografia
Bronštejn nacque in Siberia, dove all'epoca i suoi genitori erano in esilio. Sua sorella, Nina, nacque l'anno successivo. Da piccole, vennero entrambe cresciute principalmente dai loro genitori paterni, David ed Anna Bronštejn. I loro genitori si separarono nel 1902 e, in quanto rivoluzionari, spesso erano in viaggio o vivevano nascosti. Dopo la Rivoluzione Russa del 1917, Bronštejn sposò Zachar Borisovič Moglin (1897–1937). Ebbero una figlia, Aleksandra Moglina (1923-1989). Divorziarono a metà degli anni Venti. Moglin morì durante le Grandi Purghe, e Aleksandra venne esiliata in Kazakistan dal 1949 al 1956.
Poco dopo il divorzio, si sposò col secondo marito, Platon Ivanovič Volkov (1898–1936), un membro dell' "opposizione di sinistra" guidata da Trockij. La coppia ebbe un figlio, Vselvod (diminutivo "Seva", poi Esteban) nel 1926. Volkov fu esiliato in Siberia nel 1928, ma ne fece ritorno nel gennaio 1931. In quel momento Volkova era in procinto di lasciare la Russia alla volta della Turchia con suo figlio, per far visita a suo padre in esilio. Volkov fu nuovamente arrestato nel 1935 durante le Grandi Purghe e scomparve nel Gulag nel 1936.Per tre mesi, nel 1928, Volkova si era presa cura della sorella minore, mentre quest'ultima stava morendo di tubercolosi, all'epoca incurabile. 
Nel gennaio 1931 Iosif Stalin permise a Volkova di lasciare l'URSS per unirsi a suo padre, Lev Trockij, in esilio. Le fu permesso di portare con sé un solo membro della sua famiglia e lei portò suo figlio Vsevolod, lasciando la figlia Aleksandra in Russia insieme al padre. Il 20 febbraio 1932, Stalin revocò la cittadinanza sovietica a Volkova e Vsevolod, impedendo così il loro rientro in Unione Sovietica. Quello stesso giorno venne revocata la cittadinanza di Trockij, Natal'ja Sedova e Lev Sedov.
Affetta anche da depressione, Volkova si tolse la vita a Berlino il 5 gennaio 1933. Si trovava in cura presso Arthur Kronfeld, un famoso psicoterapista di Berlino. Vedeva anche Alexandra Ramm-Pfemfert, moglie di Franz Pfemfert, il fondatore di Die Aktion, un giornale espressionista, e traduttore di alcuni testi di Trockij.

## Discendenti
La figlia di Volkova, Aleksandra (nata nel 1923), rimase nell'URSS vivendo per un anno con suo padre, Zachar Moglin. Dopo che Moglin fu esiliato nel 1932, fu affidata alle cure della nonna materna, Aleksandra Sokolovskaja. Anche quest'ultima venne esiliata nel 1935 durante le Grandi Purghe e morì in un campo di lavoro. Infine, una volta adulta, anche Alexandra venne allontanata, in Kazakistan. Sopravvisse e tornò a Mosca dopo la morte di Stalin. Morì di cancro nel 1989. Poco prima che spirasse, suo fratello Esteban (Vsevolod) poté finalmente incontrare la sorella giungendo in Unione Sovietica dal Messico; tuttavia, le circostanze dell'incontro furono tragiche, vista l'agonia dovuta al cancro di Alexandra e il fatto che non riusciva a comunicare col fratello, poiché Esteban aveva dimenticato la lingua russa ed Aleksandra non parlava né spagnolo, né inglese né francese.
Dal gennaio al novembre del 1931 Volkova e suo figlio, Vsevolod Volkov (nato il 7 marzo 1926), vissero con Trockij  e la sua seconda moglie, Natal'ja Sedova, in Turchia. Nel novembre 1931, Volkova ricevette il permesso di recarsi in Germania per curare la tubercolosi, in compagnia del fratello acquisito, Lev Sedov (il figlio della seconda moglie di Trockij). Inizialmente il figlio di Volkova rimase in Turchia. Le difficoltà di Vsevolod nel raggiungere la Germania aumentarono enormemente dopo che fu revocata la cittadinanza sovietica a Volkova e a lui stesso nel febbraio 1932, e fu in grado di raggiungere la madre solo nel tardo dicembre 1932. Nei primi giorni di gennaio 1933, agenti di Stalin e polizia agli ordini di Kurt von Schleicher decisero di espellere Volkova da Berlino. Bisognosa di cure per la sua malattia, questo la caricò di una tale pressione da spingerla al suicidio il 5 gennaio 1933.
Dopo la sua morte nel gennaio 1933,  al figlio di circa sei anni la notizia venne tenuta nascosta per quasi un anno intero. Un mese dopo la morte di Volkova, Adolf Hitler e il partito nazista salirono al potere in Germania, obbligando Lev e Vsevolod a fuggire in Austria, dove vissero fino alla Guerra Civile austriaca del febbraio 1934. Dopo l'Austria si spostarono in Francia nel 1934 per poi infine trasferirsi a Parigi nel 1935. Dopo la morte di Sedov nel 1938 la sua compagna, Jeanne Martin, voleva mantenere la custodia del figlio dodicenne Vsevolod. Trockij chiese ed ottenne la custodia, ma Martin cercò di nascondersi con il bambino.
Alla fine gli amici di Trockij rintracciarono Martine e Vsevolod, e quest'ultimo venne mandato a Coyoacán, in Messico, a vivere con Trockij e Natal'ja Sedova. Vsevolod giunse in Messico l'8 agosto 1939, mentre Trockij viveva lì in esilio sin dal gennaio 1937. Il 24 maggio 1940, nel corso di un fallito tentativo di assassinare Trockij condotto da agenti di Stalin guidati da David Alfaro Siquieros, a Vsevolod spararono ad un piede. Il 20 agosto 1940 Trockij  fu ucciso dall'agente sovietico Ramon Mercader. Dopo la morte del nonno, il quattordicenne Vsevelod rimase in Messico, inizialmente vivendo con la vedova di Trockij, Natal'ja Sedova. 
Vsevolod prese il nome di 'Esteban' e frequentò le scuole locali fino a laurearsi in ingegneria. Esteban Volkov, sposato con quattro figlie, è attualmente il custode del museo Trotsky a Città del Messico. Esteban parla inglese, spagnolo e francese, ma fin dagli anni dell'adolescenza ha dimenticato quasi tutto il russo, il turco e il tedesco che aveva appreso nei primi otto anni di vita, e quando giunse in Messico dovette conversare con suo nonno e con la nonna acquisita in francese.
Una delle figlie di Esteban Volkov, Nora Volkow, ha frequentato la scuola di medicina in Messico. Diventata medico, si è trasferita negli Stati Uniti, dove dirige l'US National Institute on Drug Abuse presso il National Institutes of Health a Bethesda, nel Maryland.